# Erich Röth Verlag
Der Erich Röth Verlag war ein Verlag in Mühlhausen, Flarchheim, Eisenach, Kassel und Regensburg von 1921 bis 1997.

## Geschichte

### Mühlhausen, Flarchheim, Eisenach 1921–1958
1920 eröffnete Erich Röth die Urquell-Buchhandlung in Mühlhausen in Thüringen. 1921 gründete er dazu den Urquell-Verlag mit Druckerei. Dort gab er in den folgenden Jahren vor allem landeskundliche Literatur heraus. 1926 verlegte er den Verlag in seinen Heimatort Flarchheim.  Ab etwa 1929 widmete sich Erich Röth vor allem  seinem zweiten Verlag Die Kommenden mit bündischer Jugendliteratur.
Ab 1934 führte er den Urquell-Verlag als Erich Röth Verlag in Eisenach in der Schmelzerstraße 14 fort. 1939/40 wurde dieser geschlossen und Erich Röth zum Militärdienst eingezogen.
1947 erhielt der Erich Röth Verlag eine neue Verlagslizenz in der Sowjetischen Besatzungszone.
1957 durfte er als einziger DDR-Verlag in dieser Zeit eine Zweigstelle in der Bundesrepublik in Kassel eröffnen. 1958 wurde der Verlag geschlossen, nachdem die DDR-Behörden erhebliche finanzielle Forderungen gegen ihn als Folge der westdeutschen Zweigniederlassung erhoben hatten.

### Kassel, Regensburg, Rottmersleben und Tüchersfeld 1957–heute
Die Zweigstelle in Kassel leitete sein Sohn Diether Röth. Es erschienen dort vor allem Bücher über Märchen und Mythen aus allen Kontinenten.
1990 verkaufte er den Erich Röth Verlag, der dann nach Regensburg verlegt wurde. Dort wurde das bisherige Verlagskonzept fortgesetzt. Von 1997 bis 2004 residierte der Erich Röth Verlag in Rottmersleben. Seit 2004 ist er in Tüchersfeld in Oberfranken zu Hause.